# Paprykarz szczeciński

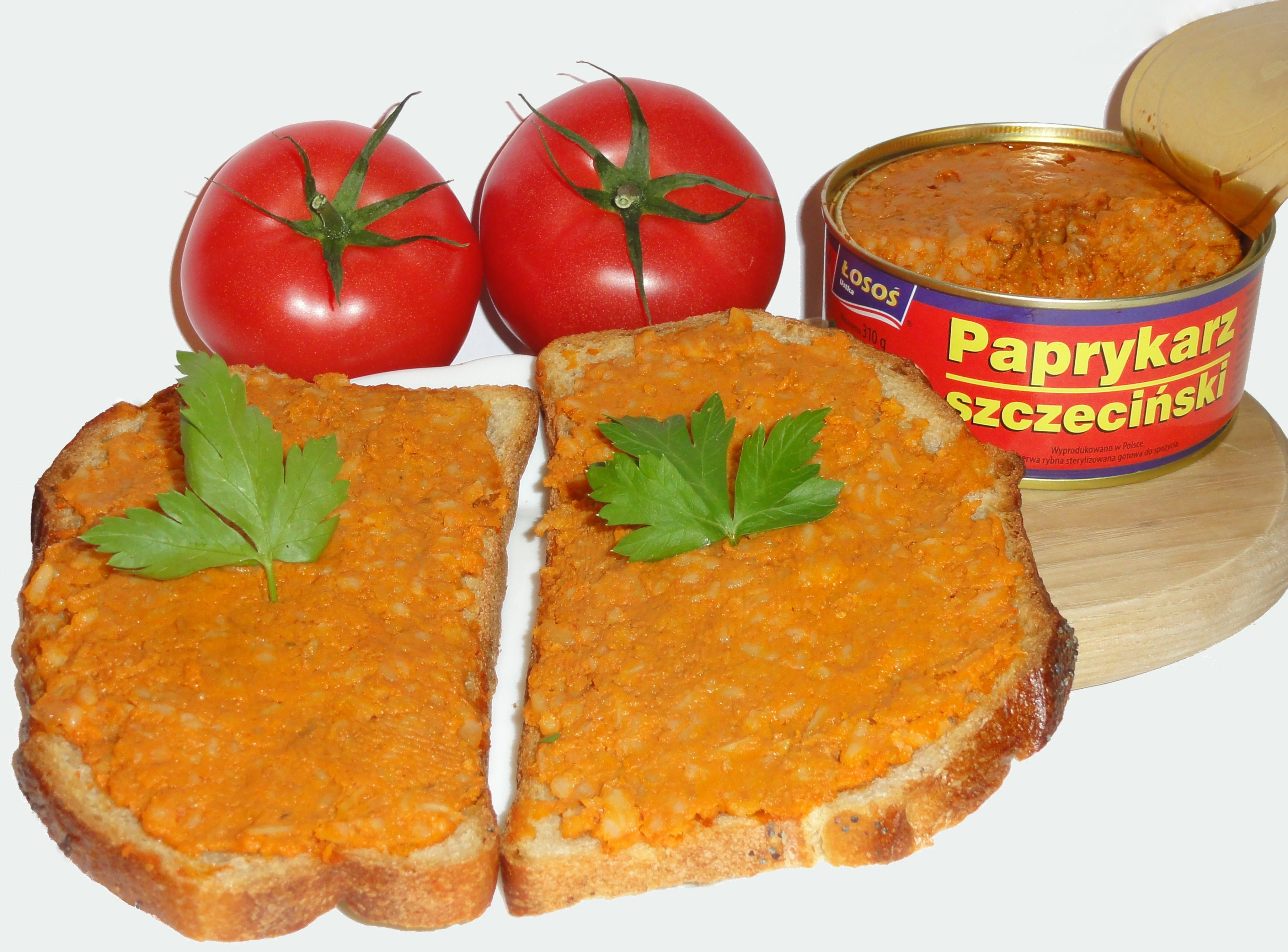
Paprykarz szczeciński als Brotaufstrich

Paprykarz szczeciński (deutsch Stettiner Paprikagericht) ist ein polnisches Gericht bestehend aus Fisch (üblicherweise 40 % des Gerichts), Reis, Zwiebeln, Tomatenmark und Pflanzenöl, mit verschiedenen Gewürzen und Salz.

## Geschichte
Das Originalrezept für paprykarz szczeciński, der bekanntesten kulinarischen Spezialität Stettins (polnisch: Szczecin), stammt von 1967 und wird Wojciech Jakacki zugeschrieben, dem stellvertretenden Direktor und Produktionsleiter bei PPDiUR Gryf, einem staatlichen Seefischerei- und Fischverarbeitungsunternehmen mit Sitz in Stettin. Nach Bogusław Borysowicz, Mitbegründer und langjähriger Mitarbeiter von Gryf, wurde das Rezept von „Chop-Chop“ inspiriert, einer westafrikanischen Delikatesse, die polnische Seeleute kennengelernt haben.
Im Juni 2010 nahm das polnische Ministerium für Landwirtschaft und ländliche Entwicklung den als „regionales Erzeugnis“ (Produkty regionalne) eingestuften Brotaufstrich in die „Liste der traditionellen Erzeugnisse“ (Lista produktów tradycyjnych) auf.